# Народно позориште Републике Српске
Народно позориште Републике Српске у Бањој Луци основано је 2. септембра 1930. године као „Народно позориште Врбаске бановине“ и од тада је важан носилац развоја драмске умјетности. У периоду након Другог свјетског рата носило је назив „Народно позориште Босанске Крајине“. Објекат се налази на листи националних споменика Босне и Херцеговине.

## Историјат
Највеће заслуге за настанак овог позоришта припадају првом бану Врбаске бановине, Светиславу Милосављевићу, личности која је својом визијом и енергијом поставила темеље модерној Бањој Луци.
Свечана премијера у позоришту, уз говоре самог бана и високих званица, одржана је 18. октобра 1930. године, а на репертоару су били Нушићев »Хаџи Лоја«, Одавићеви »Хеј, Словени« и Швабићев »Повратак«.
[...]И у низу предузетих мера за боље просвећивање родољубивих Крајишника иза подизање њиховог културног нивоа - стварање бановинског позоришта заузима без сумње видно место. После прилично великих тешкоћа, разних довијања и журних припрема, Управа бановине је најзад успела да створи народно позориште за своју бановину које у име Божје још вечерас почиње свој благотворни рад. По нашем скромном мишљењу, то је велика културна тековина не само за Бању Луку, као средиште Банске управе, него и за цело подручје бановине. Позоришна уметност у Босни и Херцеговини за време четрдесетогодишње аустро-мађарске владавине била је одстране управљача угњетавана и одбацивана, јер се знало даби она у оквиру националног репертоара имала снажан утицај на народни дух. И пошто се тај недостатак морао на неки начин намирити, остављено је на вољу појединцима да уводе цензурисане филмове, кафанске музике и циркусе,или да организују дилетантска позоришна друштва, која нису била у стању да одговоре постављеном циљу. Свакако из тих разлога, наша родољубива Бања Лука није могла у тешким временима под окупацијом да стекне довољан број правих пријатеља позоришне уметности, ни да добије своје стално позориште. Овде смо, дакле, морали почети изнова, јер позоришне традиције непостоје, или су тако незнатне, да ни у колико не могу припомоћи отклањању тешкоћа, на које мора наилазити свака нова установа ове врсте. Народно позориште, уопште узев, једна је од најважнијих установа за васпитање народа и омладине, оно је управо пионир културе, уметности и народне мисли. Према томе, може се већ слутити,од каквог ће значаја то позориште бити за Врбаску бановину, која на целој својој територији од 20 000 километара квадратних - 11 година по ослобођењу - нема ниједног ни државног ни приватног позоришта, ни ма какве друге сличне институције. И зато ја желим још вечерас у овој свечаној прилици да подвучем, да је управа бановине при стварању ове културне установе стала пре свега на гледиште да Народно позориште Врбаске бановине имада буде луча просветене само седишту управе бановине - Бањој Луци, већ исвима осталим градовима и варошицама из подручја бановине, које ће оно -позориште - по једном утврђеном реду и с времена на време обилазити. Затим, управа бановине сматра да Народно позориште Врбаске бановине из многих обзирамора да буде не само установа за дистракцију и уживање у уметности, већ и национално жариште прворедног значаја.
Наше Народно позориште служиће, дакле, целој бановини као храм, у који ће долазити и грађани и наша дична омладина, наша узданица, да се напаја узвишеним, племенитим и најлепшим националним идејама. Ту ће се налазити и црпети душевна храна и оплемењивати срце идуша. Ради тога је ова установа и једна национална светиња. Код старих Јелина, који су европским народима дали узоре за стварање у свима областима људског интереса, позориште се родило из Божје службе, из вере, која је мати свих осталих уметности. Велики углед јелинске драмске књижевности, која се сматра као синтеза њиховог целокупног стварања, и данас најбоље показује како треба схватити позоришну уметност и њен значај за човечанство. Али, очевидно је, да обзиром на садашње прилике у нашој уједињеној и јединственој држави у којој југословенска идеологија тријумфује на свим странама и има тако снажан корен у народу - та просветна улога нашег позоришта не мора бити од штете по његов највиши смер, по уметност, па стога с правом очекујемо да се наше позориште увек одржава на потребној висини и да поред осталог што боље васпитава књижевно-уметнички укус своје публике.

Ето, са таквим погледима ми смо радили на стварању овог позоришта, па убеђени, да ће се наше жеље и испунити за добро и за корист честитих и ваљаних Крајишника - ја у име целе Банске управе честитам одабраним и примљеним уметницама и уметницима прво ступање пред вас желећи им најлепши успех[...] - Из говора првог бана Врбаске бановине господина Светислава Милосављевића на отварању Народног позоришта Врбаске бановине 18.10.1930. године у Бањој Луци.
У позоришним пројектима које је изводило Народно позориште Републике Српске, гостовали су као сарадници многи редитељи из Београда, Новог Сада, Ниша, домаћи и страни умјетници, глумци, пјевачи, сценографи, костимографи, композитори. Посебно је важна сарадња са домаћим драмским писцима чија су дјела извођена на репертоару Позоришта.
Подјелом Југославије и подјелом СР БиХ на два ентитета, у Републици Српској су остала само два професионална позоришта, Дјечије позориште Републике Српске и Народно позориште Републике Српске у Бањој Луци. У још неким градовима Републике Српске постоје аматерска позоришта и позоришни фестивали, које бањолучко Народно позориште несебично помаже, а планирају се и оснивања нових професионалних позоришта. Једно од нових позоришта које је настало уз помоћ Народног позоришта Републике Српске је Градско позориште Јазавац. 
Народно позориште се поред својих редовних послова, додатно ангажовало на оснивању Академије умјетности, тј. школовању глумачког кадра, а у посљедње вријеме настоји и да помогне и охрабри телевизијске куће у Републици Српској да почну производити играни програм.

### Савремени период
Данас Народно позориште Републике Српске има осамдесет стално запослених, а у саставу самог глумачког ансамбла, двадесетшест драмских умјетника. Представе се изводе готово свакодневно, а карте су редовно распродате. Један од највећих, а сигурно и најпосјећенијих културних догађаја у граду је и Театар Фест који се сваке године одржава у Народном позоришту Републике Српске, уз учешће многих домаћих и страних глумачких ансамбала.Поводом обиљежавања деведесет година од оснивања, и доприноса у развоју културно-умјетничког живота, као и за резултате и достигнућа од ширег значаја у афирмацији Републике Српске, предсједница Српске је одликовала Народно позориште Републике Српске Орденом заставе.
Позориште је одликованом Сретењским орденом другог степена (2024).

## Директори
- Небојша Зубовић (1992—1994)
- Љиљана Лабовић (1994—1998)
- Жељко Стјепановић
- Раде Симовић
- Ненад Новаковић
- Маја Додиг

## Зграда Народног позоришта

### Градња
На земљишту уступљеном од градске општине, у периоду од августа 1933. до септембра 1934. године, према пројекту инж. Јосифа Голднера, изграђена је зграда под називом „Дом краља Петра I Великог Ослободиоца“ у којој су били смјештени позориште, музеј, друштво »Змијање«, КАБ, а од 1935. године и Народна библиотека Краља Петра I Великог Ослободиоца. Зграда позоришта из 1934. године је репрезентативно јавно здање, стилски одређено елементима Баухауса, али уз задржавање неких одлика неокласицизма. Зградом позоришта бан Милосављевић заокружио је цјелину осмишљеног градског језгра.

### Истраживачки и конзерваторско–рестаураторски радови
У току свог постојања објекат је у неколико наврата адаптиран у складу са промјеном намјене позоришне зграде. Према подацима који су читљиви са пројекта Народног позоришта, који се чува у Архиву РС, видљиво да је објекат суштински сачувао првобитни концепт.
У току свог постојања на објекту су извршене сљедеће значајније интервенције:
- генерално уређење сале према нацртима архитекте Владимира Добровића, као и техничка модернизација сцене 1959. године;
- реконструкција зграде након земљотреса 1969. године, према пројекту загребачког архитекте и вајара Вјенцеслава Рихтера;
- санација објекта 2004/05. године.

### Степен заштите
Од 1986. године објекат је под заштитом као културно добро. Комисија за очување националних споменика је 2012. године историјски споменик-Народно позориште Републике Српске прогласила националним спомеником Босне и Херцеговине.